# Императорское общество для содействия русскому торговому мореходству
Императорское Общество для содействия русскому торговому мореходству было основано в Москве в 1873 году. Инициатором его создания выступил экономист, публицист и общественный деятель Кришьянис Вальдемар. Инициатива нашла широкий отклик в кругах московской общественности, а затем и по всей России. Центральное правление Общества находилось в Москве, его филиалы действовали в портовых городах страны. Членами Общества были военные и гражданские моряки, купцы и чиновники, представители научной и творческой интеллигенции. Поддержку Обществу оказывал куратор российского флота великий князь Константин Николаевич.

## История создания
По замыслу основателей Общество должно было служить связующим звеном между правительством и теми слоями населения страны, от которых непосредственно зависело воплощение в жизнь планов по развитию мореходства в Российской империи. В сфере внимания Общества находились практически все более или менее значимые проблемы морского и речного торгового судоходства.
Велика роль Общества в развитии судостроения, в формировании мнения и решений правительства по вопросу экспорта сырой нефти, активизации судоходства на сибирских реках, в координации действий разных судовладельческих предприятий.

## Цель создания
Цель учреждения Общества:
1. Общество имело целью способствовать развитию Российского торгового мореходства.

2. Для достижения этой цели Общество занималось:

а) рассмотрением и обсуждением вопросов, касающихся торгового судостроения и мореплавания;

б) содействием учреждению мореходных училищ и таких соответствующих цели Общества товариществ и артелей, учреждение которых непротивно действовавшим законам;

в) привлечением представителей внутренней торговли и промышленности к участию в торгово-мореходных предприятиях;

г) собиранием и распространением практических сведений по торговому мореходству, печатая их на счет Общества как отдельными, так и периодическими изданиями.

3. Обществу предоставлялось право ходатайствовать перед правительством по вопросам, касающимся Российского торгового судостроения и мореплавания.

4. Общество могло своими денежными средствами участвовать в учреждении и поддержании мореходных классов на основании закона, изданного 27 июня 1867 года.

5. Общество имело местопребывание в Москве.

Спустя два столетия возникло наше общество, поставившее себе задачей послужить делу Петра и заботиться о рассеянии долгое время господствующего предрассудка, стеснявшего развитие морского значения нашего Отечества, предрассудка, что Россия есть страна исключительно континентальная, лишенная возможности иметь собственные суда в океане, что мы должны сидеть у моря и ждать в мирное время, когда нам привезут и отвезут от нас товары только платя и платя за эту услугу,— // Известия. — 1879. — Вып. 1. — С. 13.

Главной задачей нашего Общества может лишь быть весьма скромною и состоит в том, чтобы помочь, по мере собственных сил и познаний Правительству и разным правительственным учреждениям в деле развития русского мореходства.— Из годового отчёта к 13.12.1882 // Известия. — 1883. — Вып. 12.

## Правление общества
Десять лет был членом-делопроизводителем, а позже и председателем общества был известный предприниматель и общественный деятель Александр Карлович фон Мекк (1864, Москва — 1911, Москва), сын видного инженера-путейца Карла Федоровича фон Мекка и Надежды Филаретовны фон Мекк (урождённой Фраловской), покровительницы композитора П. И. Чайковского. Его перу принадлежит брошюра по истории этого общества, членами которого были многие крупные деятели, и ряд пособий по мореходному образованию. Председатель Московского общества любителей книжных знаков и других, всего был членом 39 обществ, в 8 из них был председателем. Был председателем ряда благотворительных организаций: Общества для доставления средств Высшим женским курсам, Общежития для слушательниц Высших женских курсов в Москве, Московского попечительного комитета императорского Человеколюбивого общества и др.

### 1889 год
- Д. Н. Долгоруков, Председатель Общества
- Члены правления
- Н. П. Боголюбов
- А. Е. Нос (1842—1910) — кандидат права, член Совета присяжных поверенных округа Московской судебной палаты, почётный член Московского Публичного и Румянцевского музеев
- М. И. Шулятиков (1845—1893)
- П. С. Андруцкий
- О. А. Тяпунин
- Н. А. Журавлев, казначей Общества
- Х. М. Вальдемар, делопроизводитель Общества[2]

### 1893 год
Андрей Евдокимович Нос — Председатель общества.
Члены Правления:
- А. К. фон Мекк  Его перу принадлежит брошюра по истории общества и ряд пособий по мореходному образованию;
- О. А. Тяпунин;
- Н. И. Сахаров;
- М. И. Шулятиков;
- Н. И. Бландов, казначей правления[3]

### 1917 год
- Константин Апполинарьевич Хрептович-Бутенёв, граф (9 апреля 1848 — 27 декабря 1933)[4].

## Филиалы общества
- Санкт-Петербургское Отделение Императорского Общества для содействия русскому торговому мореходству.

## Почётные Члены общества
- Александр Александрович, Его императорское величество Император, с 12 декабря 1874
- Мария Фёдоровна, Её императорское величество государыня Императрица, с 12 декабря 1874
- Алексей Александрович, Великий князь, с 12 декабря 1874[5]
- Вышеградский Иван Алексеевич, министр финансов, тайный советник, с 12 декабря 1874[6]
- Долгоруков, Владимир Андреевич, московский генерал-губернатор, генерал-адъютант, князь, с 4 апреля 1875
- Баранов, Николай Михайлович, генерал лейтенант, с 12 декабря 1877
- Бутовский Александр Иванович, действительный тайный советник, с 1876
- Долгоруков Дмитрий Николаевич, князь, с 12 декабря 1889
- Камаровский Алексей Евграфович, граф[7], с 12 декабря 1875
- Качалов, Николай Александрович тайный советник, 4 апреля 1875
- Норденштельд А. Е., академик и профессор в Стокгольме, с 31 октября 1875
- Попов Андрей Николаевич, генерал-адъютант с 31 октября 1875
- Посьет, Константин Николаевич, генерал-адъютант, адмирал, с 12 декабря 1873
- Сибиряков Александр Михайлович
- Трапезников Александр Константинович
- Константин Константинович, Великий князь, с 22 марта 1896[8]
- Ермолов Алексей Сергеевич, статс-секретарь, действительный тайный советник, член Государственного Совета, попечитель Императорского Александровского лицея, с 22 января 1898[9]

## Члены общества
- Голицын, Сергей Михайлович, князь. Москва, Пречистенка, собственный дом; с 1875
- Даль, Христиан Христианович, гайнаж. Лифляндская губерния; с 1876
- Мамонтов, Николай Николаевич. Москва, Арбат, Георгиевский переулок, собственный дом; с 1875
- Орлов-Давыдов, Сергей Владимирович, граф. Москва, Большой Знаменский переулок, собственный дом;
- Пороховщиков, Александр Александрович. Москва, Волхонка, дом князя Голицына с 1874
- Фидлер, Иван Иванович. Москва, Мясницкая, дом Промышленного музея; с 1873. (Фидлинг — Иван Иванович Фидлер (р. 1864), директор реформатского реального училища Фидлера в Москве; в здании училища с ведома Фидлера происходили в октябре 1905 г. митинги. В декабре 1905 г. Фидлер был арестован в связи с состоявшимся в его доме собранием вооруженных дружинников; в апреле 1906 г. предан суду Московской судебной палаты по 102 статье Уголовного уложения. Позже эмигрировал за границу).
- Абрикосов, Николай Алексеевич. Покровка, Малый Успенский переулок, собственный дом; с 12 апреля 1873
- Бакланов, Иван Козьмич. Большая Никитская, дом князя Мещерского; с 12 декабря 1873
- Бакланов Николай Козьмич. Обуховский переулок, собственный дом; с 14 января 1873
- Дингоф, Генрих Генрихович. Маросейка, Козьмо-Дамианский переулок, д. Лютеранской церкви; с 12 декабря 1873
- Журавлев, Николай Аркадьевич. Покровка, Яковлевский переулок, собственный дом; с 12 апреля 1873
- Солдатенков, Кузьма Терентьевич. Мясницкая, собственный дом; с 3 апреля 1873
- Третьяков, Сергей Михайлович. Пречистенский бульвар, собственный дом; с 12 апреля 1873
- Третьяков, Алексей Антонович (умер в 1886). Симоновская слободка, дом Симоновского монастыря; с 13 апреля 1873
- Фон Мекк, Александр Карлович. Пречистенский бульвар, собственный дом; с 9 декабря 1888
- Тяпунин, Федор Александрович. Старый Гостиный двор, амбар торгового дома А. Ф. Тяпунин и сын; с 1875
- Цветков, Константин Николаевич. Остоженка, 3-й Ушаковский переулок, дом Видловской; с 1873
- Сытин, Александр Иванович. Покровские ворота, дом Молчанова; 21 марта 1878
- Найдёнов, Николай Александрович
- Шулятиков, Михаил Иванович; с 1884

и др.

## Деятельность общества

### Мореходные классы
- К началу 1870 года во всей Российской Империи существовало лишь шесть учебных заведений, готовивших моряков для коммерческого флота: Кронштадтская рота торгового мореплавания, Херсонское училище торгового мореплавания, шкиперские курсы в Архангельске и в Кеми, навигационные курсы в Либаве и частное навигационное училище в Риге.
- Первые (частные) мореходные классы — для моряков-практиков, двухгодичные — появились в России в декабре 1864 г. (через 10 лет их насчитывается уже 15, через 25 лет — 41) в местечке Гайнаж под Ригой, по инициативе Х. М. Вальдемара.
- 1879 — Николаевская мужская прогимназия (бывшая Охотская навигацкая школа) переносится во Владивосток; — 29 ноября Петербургское Отделение Императорского Общества для содействия русскому торговому мореходству обращается к Владивостокскому голове с просьбой «употребить своё содействие к открытию мореходных классов с шкиперским и судостроительным отделениями». 1880 — 2 февраля Дума Владивостока избирает комиссию из трех гласных «для разработки вопроса о мореходном классе»; — 26 февраля на традиционном «Амурском обеде» в Петербурге постановлено: "в память 25-летия царствования Императора Александра II, которому Амурский край обязан своим присоединением к России и его развитием, назвать владивостокские мореходные классы «Александровскими»; С 2001 года Морской государственный университет

Специальная комиссия при Министерстве финансов разработала законодательную базу для мореходных классов. 27 июня 1867 г. высочайше утверждены Положение о мореходных классах и «Правила о порядке признания шкиперов и штурманов в сих званиях», «Правила для производства испытаний на звание шкипера и штурмана». В мореходных классах не существовало твердо установленных сроков обучения, однако диплом можно было получить не ранее 21 года. Кроме всего прочего, диплом штурмана или шкипера давал бессрочный паспорт и освобождение от рекрутской повинности, от подушного обложения во все время службы на торговых судах. Тот же, кто оставлял службу ранее 60-летнего возраста, лишался всех привилегий. Испытания на приобретение судоводительских званий производились по программам, установленным для трех званий (соответственно которым делились на разряды и мореходные классы): 1) штурмана каботажного плавания, 2) шкипера каботажного плавания или штурмана дальнего плавания и 3) шкипера дальнего плавания. От первых требовались элементарная грамотность, знание математики, геометрии и плоскостной тригонометрии без доказательств, краткой географии, навигации и морской практики. От вторых, кроме того, — мореходной астрономии, дополнительных сведений из навигации и морской практики, письмоводства и счетоводства (штурманы дальнего плавания сдавали еще и экзамены по морской географии и одному иностранному языку). Третьи, вдобавок ко всему вышеперечисленному, должны были знать судостроение, морское законодательство, английский язык и пароходную механику. Для получения диплома требовался также мореходный стаж: 16 месяцев для первых, 24 — для вторых и 36 — для третьих (из них не менее 12 мес. штурманской практики). Мореходные классы начали открываться с 1869 г. и делились на три разряда (из 41 мореходки, существовавшей в конце XIX века, 18 относились к 1-му, низшему, разряду, 15 — ко 2-му и только 8 — к высшему, 3-му). За год выпускалось около двух с половиной сотен дипломированных специалистов. За всё время царствования Николая I были открыты лишь 3 мореходные школы, то при Александре II названы Александровскими мореходные классы) их открыто уже 33, при Александре III открыто 6, но четверо классов — закрыто (то есть фактический прирост составил всего 2). С 17 апреля 1881 г. все технические училища (в том числе и классы) подчиняются Министерству народного просвещения, а в ноябре 1897 г. мореходные классы передаются Министерству финансов.

### Нефтепровод Баку — Батумидеятельность Общества против экспорта Российской нефти
- Более века назад в России противники экспорта нефти из России активно выступали в открытой печати и обращались с ходатайствами к Российскому Правительству и находили у него поддержку. Центром, объединившим противников экспорта нефти, в 1888 году на время стало Императорское Общество для содействия русскому торговому мореходству. Правление Общества представило Членам Комитета Министров специальную записку и аналитический обзор мнений видных представителей науки (Менделеев Д. И. и др.), переработчиков и потребителей нефтепродуктов, касающихся развития нефтяного дела в России. Обзор был подготовлен в виде отдельной брошюры (300 станиц) и опубликован в специальном выпуске «Известий Общества» № 32, 1889 г.
- Из книги М. И. Шулятикова (стр.51): «Если владельцам нефтепровода или кому бы то ни было удалось бы получить право доставленную в Батум нефть вывозить за границу, то, при громадных капиталах, коими располагают иностранные предприниматели, через короткое время русский керосин более не существовал бы, а осталась бы только русская нефть, да и то обреченная на скорое истощение. Условия иностранных производств и состояния курса русских бумажных денег и фондов таковы, что иностранцам нет ничего выгоднее, как заниматься обработкой русского сырья и продажей переработанного в России».

Под влиянием общественного мнения и отношения к этой проблеме членов Правительства в 1892 году был принят закон об ужесточении контроля за деятельностью иностранцев в нефтяном секторе. 3 июня 1892 года царь Александр постановил «дозволить иностранным обществам и евреям» приобретать в пользование или собственность нефтеносные земли «не иначе, как с особого разрешения министра государственных имуществ, по соглашению с министрами внутренних дел и финансов и с главноначальствующим гражданской частью на Кавказе». Таким образом, наперекор иностранным замыслам стало решение правительства провести из Баку к побережью Черного моря не нефтепровод, как того хотел Альфонс Ротшильд, а керосинопровод — то есть транспортировать и вывозить за границу не сырую нефть, а нефтепродукты. Это было крайне выгодно для России, поскольку сырая нефть в России была исключительно дешевой (на порядок дешевле, чем в США, где цены искусственно держал на высоком уровне концерн «Стандарт ойл», а вместо нефтепровода Баку-Батум в период с 1896—1906 был построен первый в мире керосинопровод диаметром 200 мм протяженностью 833 км по проекту и под руководством профессора Щукин, Николай Леонидович (1848—1924) (и только с 1931 года нефтепровод). Система магистральных нефтепроводов построенных позже в России, в середине XX века, в настоящее время является естественной монополией и находится в государственной собственности и полностью контролируется государством. Нефть стала составной частью политики государства.
В России наиболее активные выступления против экспорта нефти были отмечены на годичном (12 декабря 1888 года) и чрезвычайном (30 марта 1889 года) собраниях Императорского Общества для содействия Русскому Торговому Мореходству.
Чрезвычайное общее собрание Императорского Общества для содействия Русскому Торговому Мореходству 30 марта 1889 года постановило ходатайствовать перед Правительством России о скорейшем издании закона о запрете вывоза за границу сырой нефти и нефтепродуктов, пригодных для дальнейшей переработки/
- .Тремя месяцами ранее на годичном общем собрании Общества, состоявшемся 12 декабря 1888 года, был рассмотрен вопрос сооружения Баку-Батумского нефтепровода и единогласно принято решение ходатайствовать перед Правительством России о запрещении вывоза сырья, отходов нефтяного производства, и продуктов нефтепереработки; о разрешении свободного вывоза только готовой товарной продукции, поступающей непосредственно к потребителю, а не на нефтеперерабатывающие заводы. (Известия. Вып. 32, 1889 г.)

В аналитическом обзоре, представленном Императорским Обществом для содействия русскому торговому мореходству, почти на 300 страницах содержаться обращения биржевых комитетов, газетные публикации многих специалистов, не безразличных к судьбе отечественной нефтяной промышленности и интересам народа России. В аналитическом обзоре, иногда анонимные авторы, пишут о российской нефти, как о волшебном эликсире, неиссякаемый источник которого, призван способствовать благополучию страны, которая ею обладает. Авторы призывают к бережному отношению к природным ресурсам — нефти.
В 32 выпуске Известий Общества был напечатан текст приветствия Бакинского городского головы царской семье, посетившей г. Баку 8 октября 1888 года. Бакинский городской голова открыто выступил против сооружения Баку-Батумского нефтепровода, приводя в качестве вполне аргументированного довода тот факт, что «развитие города обуславливается развитием нефтяной промышленности, которая, в свою очередь, развивается лишь потому, что добываемая нефть не вывозится за границу и, оставаясь дома, вся здесь и обрабатывается. Только при таком условии развитие, как города, так и нефтяная промышленность в стране в целом имеет блестящее будущее».
"Начавшаяся в 1872 году нефтяная лихорадка в Баку сравнима лишь с золотой лихорадкой на Клондайке. Началась интенсивная эксплуатация Бакинских нефтяных месторождений, которая обеспечила большой приток капиталов иностранных нефтяных компаний. За короткий промежуток времени в Баку, были построены первые танкеры для транспортирования нефти (1880—1885 гг), выпущен первый в свет журнал «Нефтяное дело». К началу XX столетия в Баку добывалось почти половина мировых запасов нефти. Наряду с нефтяной промышленностью, стали развиваться и другие отрасли хозяйства. Были построены цементный, механические и пивные заводы, электростанции, литейные мастерские, текстильные и табачные фабрики, паровые мельницы, банки. Открыли свои представительства торговые фирмы, морские пароходства. В те времена по Каспию осуществлялось 40 % морских перевозок. В 1883 году открылась железная дорога, соединяющая Баку с Тбилиси. В 1982 году в городе пошла конка, а в 1900 году проведена железная дорога Баку — Петровск, которая имела выходы на центральные губернии России и даже в Европу. В 1868 году проложили первые телеграфные линии между Баку, Тбилиси и Красноводском, а в 1886 году построили первую телефонную станцию. Баку развивался не только экономически, но и культурно. В 1873 году был создан первый Азербайджанский Национальный театр. В 1875 году стала публиковаться первая газета. Развивалось печатное дело, стали выходить газеты на азербайджанском и русском языках в том числе «Баку», «Каспий», «Бакинский рабочий». Город Баку рос необыкновенно быстрыми темпами, каких не знала ни Россия, ни вообще Европа. К 1883 году в Баку уже насчитывалось более 45 тысяч жителей, а в 1913 эта цифра выросла до 200 тысяч.
Первым инициатором обсуждения вопроса об экспорте нефти из России был Виктор Иванович Рагозин. Выступая против вывоза российской нефти за границу, он писал: «Первое мое ходатайство об обложении налогом или запрещении вывоза нашего нефтяного сырья в феврале 1881 года было встречено единогласной оппозицией. В комиссии для изучения этого дела, назначенной министром финансов г. Абаза Александром Агеевичем, против меня были: администрация, общественное мнение, мнения нефтепромышленников, начиная с Людвига Нобеля; против меня, как уверяли тогда многие и как уверяют теперь только нефтепроводчики — был здравый смысл. Такое всеобщее неприятие и личные обстоятельства заставили меня на время прекратить официальные ходатайства …».
В ноябре 1887 года Министр Государственных Имуществ (в современной России аналогичный исполнительный правительственный орган был организован в 1991 году, председателем Государственного Комитета РФ по управлению государственным имуществом в ноябре был назначен А.Чубайс) внес на обсуждение Комитета Министров проект устава будущей нефтепроводной компании и в параграфе 17 предоставил ей право на беспошлинный вывоз нефтяных остатков сроком на 60 лет то есть почти до 1955 года. Общество вообще выступало против вывоза за рубеж необработанных нефтяных продуктов, считая это, безусловно, вредным для интересов России. Что касается экспорта обработанной нефти, то и тут бы-ли свои минусы, так как не было четкого определения понятия «обработанная нефть», следовательно, всякая нефть, которая «побывала в аппарате, и от которой было лишь нечто отогнано, легко могла быть подведена под это понятие, и, таким образом, под видом остатков, продолжался экспорт фактически сырой нефти».
- Единственной возможной причиной оттока виделась лишь необходимость путём обложения вывозимых нефтяных грузов высокой пошлиной получить новую статью доходов для удовлетворения нужд государства, но одновременно отмечалось, что этой цели недостаточно для разрешения экспорта за границу нефтяных продуктов.

В записке Правления Императорского Общества отмечалось, что как бы высока ни была пошлина, иностранцы заплатят её легко и охотно, в особенности учитывая текущие колебания курса рубля, и увезут за границу национальное богатство, что, в свою очередь, отразится непоправимыми последствиями на российском торговом флоте.
К числу других аргументов, приводимых в защиту своей точки зрения, Правление отнесло такие, как сохранение лесов от вырубки путём использования альтернативного нефтяного топлива, стимулирование отечественной промышленности, в особенности Московского фабричного района, для которого такие нефтяные остатки, как топливо, стали необходимостью; и, наконец, стимулирование Бакинской заводской промышленности, чей упадок неизбежен при осуществлении экспорта нефти за границу.

### Доклады и публикации
- Шулятиков М. О Баку-Батумском нефтепроводе // Известия. — Вып. 32.
- Шулятиков М. И. Очерк судоходства по рекам Западной Сибири. — М.: типо-лит. В. Рихтер, 1893. — 68 с.
- Шулятиков М. И. Судоходство по реке Волге в навигацию 1890 г. — М., 1891.

### Награды общества
- Наградная медаль «Императорского общества для содействия русскому морскому мореходству. (За заслуги по судостроению и мореходству). 1880 г.» Серебро, масса 16,18 г, диаметр 33 мм.
- Большая Золотая медаль Сидоров, Михаил Константинович. За «многолетние неустанные труды и пожертвования на исследование сибирского морского пути и за опыты морского судостроения на Енисее, а также за снаряжение в экспедицию шхуны „Утренняя заря“, пришедшей из Енисея северными морями с образцами сибирских продуктов».
- В марте 1891 г. А. Дыдымов посмертно был удостоен Большой золотой медали им. Александра II Императорского общества для содействия русскому торговому мореходству. Деятельность китобойного предприятия Дыдымова была недолгой — его основатель погиб во время шторма 31 декабря 1890 г. на китобойном судне «Геннадий Невельской», возвращаясь из Северной Кореи в бухту Гайдамак. Китобоец затонул вместе с экипажем. Всего на борту было 14 человек.
- Жетон в память 25-летия Добровольного флота России. С.-Петербург, 1903 г. Неизвестный мастер, клеймо «ЕАА». Клейма на ушке с лицевой стороны жетона: проба металла с инициалами управляющего СПб пробирным округом Я. Н. Ляпунова «84 ЯЛ» и именное клеймо «ЕАА» в прямоугольном щитке. Серебро, позолота, эмаль, 15,60 г. Размеры 37,7×32,9 мм.

## Известия общества
С 1879 года Общество выпускало собственной издание «Известия Общества для содействия русскому торговому мореходству», а с апреля 1886 года стал выходить и журнал «Русское судоходство».
- Выпуск 1, 1879 год.1.Как обеспечить будущность русского добровольного флота. 2.Добровольный флот и международное право. 3.О крейсерах. С. К. Истомин. 4. О Синопском бое. (Синопское сражение) С. К. Истомин.
- Выпуск 2, 1879 год. 1.Извлечение из отчетов мореходных классов за 1877-78 годы. 2,Статьи о русском судостроении, Сибирское дело, паевое судостроение, поощрительные меры и премии. 3.Протокол 2-го съезда в Москве преподавателей мореходных школ. 4.Сведения о сборах в наших портах с иностранных и наших судов.
- Выпуск 6. 1881 год. Список русского торгового флота к 1 января 1880 г.
- Выпуск 21 1889 год Памяти Михаила Константиновича Сидорова.Сидоров, Михаил Константинович
- Известия Императорского общества для содействия русскому торговому мореходству издаются в Москве с 1879 г., бессрочными выпусками. Содержание «Известий» составляют: 1) протоколы заседаний правления общества и общих собраний. 2) Приложения, в которых помещаются отдельные работы, посвященные изучению русского мореходства.
- Известия Императорского общества для содействия русскому торговому мореходству. Список судов русского торгового флота к 1 января 1880 года

Год: 1881 Издание: М.: Типо-Литография Куманина Страниц: 488. Предисловие: об исключении погибших судов, результаты нового измерения судов, о приписке судов к портам, об экипаже, объяснение таблиц. 1) Белое море 2)Балтийское море 3)Черное море (Одесса, Николаев, Евпатория, Севастополь, Феодосия, Кавказское побережье) 4) Азовское море 5) Каспийское море 6) Итоги 7) Движение морских судов в наших портах за 1879 год.
- В одном из номеров журнала «Известия императорского общества для содействия русскому торговому мореходству» в 1891 году говорилось: «Мнится нам, что благодарное потомство воздвигнет памятник: на высоте искусственной скалы из местного гранита стоит Невельской, в руке его наш флаг родной, волнуемый порывом ветра; проникновенный взор героя направлен на восток; кругом его сподвижники стоят — как это было сорок лет тому назад, когда впервые он развернул наш флаг на мысе Куегда. По нише, кругом скалы, на разной высоте столпились Герои прошлого Сибири. Вот тут — Ермак, вот здесь — Поярков, вот … — казак Степанов, вот — Дежнёв и другие, кем славится Восточная Россия. Пусть этот памятник не будет только Невельскому — он будет русскому народу, нашедшему в среде своей таких героев». https://web.archive.org/web/20160307074327/http://www.priamurka.ru/node/5199
- «Труды С.-Петербургского отделения» «Императорского общества для содействия русскому торговому мореходству за 1879 г.» С.-Петербург. 1880. V стр., 450 стр., VI стр.

```
2023 год. Юбилей. 150 лет - созданию Общества
```